# Webster (Dakota del Sud)
Webster és una població dels Estats Units a l'estat de Dakota del Sud. Segons el cens del 2000 tenia 1.952 habitants.

## Demografia
Segons el cens del 2000, Webster tenia 1.952 habitants, 866 habitatges, i 512 famílies. La densitat de població era de 505,8 habitants per km².
Dels 866 habitatges en un 25,5% hi vivien nens de menys de 18 anys, en un 48,8% hi vivien parelles casades, en un 6,9% dones solteres, i en un 40,8% no eren unitats familiars. En el 37,8% dels habitatges hi vivien persones soles el 23,2% de les quals corresponia a persones de 65 anys o més que vivien soles. El nombre mitjà de persones vivint en cada habitatge era de 2,18 i el nombre mitjà de persones que vivien en cada família era de 2,86.
Per edats la població es repartia de la següent manera: un 23,2% tenia menys de 18 anys, un 5,6% entre 18 i 24, un 23,5% entre 25 i 44, un 20,7% de 45 a 60 i un 27% 65 anys o més.
L'edat mediana era de 43 anys. Per cada 100 dones de 18 o més anys hi havia 83,8 homes.
La renda mediana per habitatge era de 29.457 $ i la renda mediana per família de 40.982 $. Els homes tenien una renda mediana de 30.121 $ mentre que les dones 18.380 $. La renda per capita de la població era de 16.398 $. Entorn del 9% de les famílies i l'11,3% de la població estaven per davall del llindar de pobresa.

## Poblacions més properes
El següent diagrama mostra les poblacions més properes.